# (140628) Klaipeda
(140628) Klaipeda ist ein Asteroid des Hauptgürtels. Entdeckt wurde er von den litauischen Astronomen Kazimieras Černis und Justas Zdanavičius am 20. Oktober 2001 am Astronomischen Observatorium Molėtai im nordostlitauischen Molėtai im Bezirk Utena (IAU-Code 152).
(140628) Klaipeda wurde am 24. November 2007 nach der Hafenstadt Klaipėda benannt, der drittgrößten Stadt Litauens.